# Lista de escolas de biblioteconomia
Esta é uma lista de escolas de biblioteconomia:

## Brasil
Até o momento, no Brasil, são contabilizados 42 cursos superiores em Biblioteconomia, Documentação, Ciência da Informação ou Gestão de Unidades de Informação/Gestão da Informação, que são oferecidos em 22 Estados mais o Distrito Federal. Os Estados de Acre, Amapá, Roraima e Tocantins não possuem nenhum curso relativo à Biblioteconomia.

### Alagoas
Maceió
- Universidade Federal de Alagoas (UFAL) - Curso de Ciência da Informação. Título conferido: Bacharel em Biblioteconomia – Bibliotecário.

### Amazonas
Manaus
- Universidade Federal do Amazonas (UFAM) - Instituto de Ciências Humanas e Letras - Departamento de Biblioteconomia - Curso de Biblioteconomia.

### Bahia
Salvador
- Universidade Federal da Bahia (UFBA) - Instituto de Ciência da Informação - Curso de Biblioteconomia.

### Ceará
Fortaleza
- Universidade Federal do Ceará (UFC) - Centro de Humanidades - Curso de Biblioteconomia.

Juazeiro do Norte
- Universidade Federal do Cariri (UFCA) - Campus Juazeiro do Norte - Curso de Biblioteconomia.

### Distrito Federal
Brasília
- Universidade de Brasília (UnB) - Faculdade de Ciência da Informação (FCI) - Curso de Biblioteconomia.

### Espírito Santo
Vitória
- Universidade Federal do Espírito Santo (UFES) - Centro de Ciências Jurídicas e Econômicas - Departamento de Biblioteconomia - Curso de Biblioteconomia. (desde 1974)

### Goiás
Goiânia
- Universidade Federal de Goiás (UFG) - Faculdade de Informação e Comunicação - Cursos da área de informação: Biblioteconomia e Gestão da Informação. Cursos da área de comunicação são as habilitação em Relações Públicas, Jornalismo e Publicidade e Propaganda.

### Maranhão
São Luís
- Universidade Federal do Maranhão (UFMA) - Centro de Ciências Sociais - Curso de Biblioteconomia

### Mato Grosso
Cuiabá
- Universidade Federal de Mato Grosso (UFMT) - Departamento de Ciência da Informação (Curso de Biblioteconomia)

### Mato Grosso do Sul
Campo Grande
- Instituto Superior da Funlec (IESF) - Curso de Biblioteconomia

### Minas Gerais
Belo Horizonte
- Universidade Federal de Minas Gerais (UFMG) - Escola de Ciência da Informação - Curso de Biblioteconomia.

Formiga
- Centro Universitário de Formiga (UNIFOR-MG) - Escola de Biblioteconomia (ESBI) - Curso de Biblioteconomia.

Ubá
- Universidade Presidente Antônio Carlos (UNIPAC) - Faculdade de Filosofia, Ciências e Letras de Ubá - Curso de Biblioteconomia. - O curso não é mais oferecido.

Três Corações
- Universidade Vale do Rio Verde de Três Corações (UNINCOR)- Instituto de Ciências Organizacionais e Administrativas (INCOA) - Curso de Biblioteconomia. - O curso não é mais oferecido.

### Pará
Belém
- Universidade Federal do Pará (UFPA) - Instituto de Ciências Sociais Aplicadas - faculdade de Biblioteconomia - Curso de Biblioteconomia

### Paraíba
João Pessoa
- Universidade Federal da Paraíba (UFPB) - Centro de Ciências Sociais Aplicadas - Departamento de Ciência da Informação - Curso de Biblioteconomia.

### Paraná
Londrina
- Universidade Estadual de Londrina (UEL) - Departamento de Ciências da Informação - Curso de Biblioteconomia.

Dois Vizinhos
- União de Ensino do Sudoeste do Paraná (UNISEP) - Faculdade Educacional de Dois Vizinhos - Curso de Biblioteconomia

### Pernambuco
Recife
- Universidade Federal de Pernambuco (UFPE) - Centro de Artes e Comunicação - Departamento de Ciência da Informação - Curso de Biblioteconomia.
- Universidade Federal de Pernambuco (UFPE) - Centro de Artes e Comunicação - Departamento de Ciência da Informação - Curso de Gestão da Informação.

### Piauí
Teresina
- Universidade Estadual do Piauí (UESPI) — Curso de Biblioteconomia.

### Rio de Janeiro
Rio de Janeiro
- Universidade Federal do Estado do Rio de Janeiro (UNIRIO) - Centro de Ciências Humanas - Escola de Biblioteconomia - Curso de Biblioteconomia (bacharelado e Licenciatura em Biblioteconomia) (desde 1911).
- Universidade Santa Úrsula (USU) - Instituto de Tecnologia da Informação e da Comunicação - Curso de Biblioteconomia. (Inativo)
- Universidade Federal do Rio de Janeiro (UFRJ) - Centro de Ciências Jurídicas e Econômicas - Faculdade de Administração e Ciências Contábeis - Curso de Biblioteconomia e Gestão de Unidades de Informação (desde 2006)

Niterói
- Universidade Federal Fluminense (UFF) - Instituto de Artes e Comunicação Social - Departamento de Ciência da Informação - Curso de Biblioteconomia e Documentação. (desde 1963)

### Rio Grande do Norte
Natal
- Universidade Federal do Rio Grande do Norte (UFRN) - Centro de Ciências Sociais Aplicadas - Departamento de Ciência da Informação - Curso de Biblioteconomia.

### Rio Grande do Sul
Rio Grande
- Fundação Universidade Federal do Rio Grande (FURG) - Instituto de Ciências humanas e da informação- Curso de Biblioteconomia.

Porto Alegre
- Universidade Federal do Rio Grande do Sul (UFRGS) - Departamento de Ciências da Informação - Curso de Biblioteconomia.

Caxias do Sul
- Universidade de Caxias do Sul (UCS) - Centro de Ciências Sociais  - Curso de Biblioteconomia (Curso na modalidade de Ensino à Distância - EAD).

### Rondônia
Porto Velho
- Fundação Universidade Federal de Rondônia (UNIR) - Curso de Biblioteconomia.

### Santa Catarina
Florianópolis
- Universidade do Estado de Santa Catarina (UDESC) - Centro de Ciências Humanas e da Educação - Departamento de Biblioteconomia e Gestão da Informação - Curso de Biblioteconomia (Habilitação em Gestão da Informação)
- Universidade Federal de Santa Catarina (UFSC) - Centro de Ciências da Educação - Departamento de Ciência da Informação - Curso de Biblioteconomia.

### São Paulo
São Paulo
- Fundação Escola de Sociologia e Política de São Paulo (FESP) - Faculdade de Biblioteconomia e Ciência da Informação - Curso de Biblioteconomia
- Universidade de São Paulo (USP) - Escola de Comunicações e Artes (ECA) - Departamento de Biblioteconomia e Documentação - Curso de Biblioteconomia
- Universidade de São Paulo (USP) - Faculdade de Filosofia Ciências e Letras de Ribeirão Preto (FFCLRP) - Curso Ciências da Informação e da Documentação
- Centro Universitário Assunção (UNIFAI) - Curso de Biblioteconomia
- Claretiano Rede de Educação - Curso de Biblioteconomia

Campinas
- Pontifícia Universidade Católica de Campinas (PUC-CAMPINAS) - Faculdade de Biblioteconomia - Curso de Biblioteconomia - Curso de Ciência da Informação

Lorena
- «Faculdades Integradas Teresa D'Ávila». (FATEA) - Faculdade de Biblioteconomia e Documentação - Curso de Biblioteconomia.

Marília
- Universidade Estadual Paulista (UNESP) - Faculdade de Filosofia e Ciências - Departamento de Ciência da Informação - Curso de Biblioteconomia

Santo André
- Faculdades Integradas Coração de Jesus (Fainc) - Faculdade de Biblioteconomia - Curso de Biblioteconomia

São Carlos
- Universidade Federal de São Carlos (UFSCar) - Departamento de Ciência da Informação - Curso de Biblioteconomia e Ciência da Informação

### Sergipe
São Cristóvão
- Universidade Federal de Sergipe (UFS)- Curso de Biblioteconomia e Documentação

## Portugal
- Universidade do Porto, Faculdade de Letras e Faculdade de Engenharia (programas de doutoramento, mestrado e licenciatura.) - Porto
- Universidade Portucalense Infante D. Henrique (programas de doutoramento, mestrado, curso de especialização e licenciatura.) - Porto
- Universidade de Aveiro, Departamento de Economia, Gestão e Eng.ª Industrial e Escola Superior de Tecnologia e Gestão de Águeda (programa de mestrado e bacharelato.) - Aveiro, Águeda
- Universidade Católica Portuguesa, Faculdade de Filosofia de Braga (programas de mestrado e pós-graduação.) - Braga
- Universidade de Évora, Departamento de História (programas de mestrado e pós-graduação.) - Évora
- Universidade do Algarve, Faculdade de Ciências Humanas e Sociais (programas de mestrado, curso de especialização e licenciatura.) - Faro
- ISCTE-IUL - ISCTE - Instituto Universitário de Lisboa (programa de mestrado.) - Lisboa
- UAL - Universidade Autónoma de Lisboa (programas de mestrado, curso de especialização e licenciatura.) - Lisboa
- Universidade de Lisboa, Faculdade de Psicologia e Faculdade de Letras (programas de mestrado e curso de especialização.) - Lisboa
- Universidade Aberta (programas de mestrado e curso de especialização.) - Lisboa
- Universidade Moderna (programa de pós-graduação.) - Beja
- Universidade de Coimbra, Faculdade de Letras (programas de curso de especialização e licenciatura.) - Coimbra
- Universidade da Beira Interior, Departamento de Letras (curso de especialização.) - Covilhã
- ISLA - Instituto Superior de Línguas e Administração (curso de especialização.) - Leiria, Lisboa
- Universidade Lusófona de Humanidades e Tecnologias (curso de especialização.) - Lisboa
- Universidade Nova de Lisboa, Faculdade de CIências Sociais e Humanas (curso de especialização.) - Lisboa
- ISCE – Instituto Superior de Ciências Educativas (curso de especialização.) - Odivelas
- Universidade Fernando Pessoa (programa de pós-graduação.) - Porto
- Escola Superior de Educação de Santarém (programa de pós-graduação.) - Santarém
- Instituto Politécnico do Porto, ISCAP (Instituto Superior de Contabilidade e Administração do Porto) — Curso antes ministrado na ISEIG (Escola Superior de Estudos Industriais e de Gestão), em Vila do Conde, mas que se mudou para o ISCAP (São Mamede Infesta, Matosinhos) (licenciatura em CTDI — Ciências e Tecnologias da Documentação e Informação) - Porto